# 藩政改革
藩政改革（はんせいかいかく）とは、江戸時代の幕藩体制において、各藩が行財政の再建のために行った政治・経済などの改革のことを指す。
特に江戸幕府の天保の改革などの幕政改革と同時期に盛んに行われた改革の成果によって藩財政が好転した藩として、薩摩藩や長州藩などを挙げることができ、幕末に雄藩と言われるほどの影響力を持ち、倒幕運動の原動力の1つとなった。現在でも藩政改革を手本としている経営者・政治家は多い。

## 藩政改革の動機
幕藩体制下の政治では、儒教的道徳に基づく祖法（先代以前の法、特に初代藩主・当主が定めた未来永劫守るべき絶対的規定）を重視し、その改廃は「不孝」「不忠」の振る舞いであると考えられてきた。だが、江戸時代中期以後に入ると財政難が深刻になってきた。その主な原因は以下に挙げられるようなものである。
1. 参勤交代や幕府からのいわゆる「御手伝い普請」によって、多額の出費を強要された。
2. 貨幣経済が社会全体に浸透する一方で、米価は下落傾向にあり、「米」を経済主体として運営する幕藩体制がこの経済変動に適応できずにその実収入は減少していった。
3. 国許での度重なる自然災害や飢饉、江戸藩邸の焼失による臨時の出費が発生した。
4. 平和な世の中が続き、大名以下家中全般に奢侈な生活態度が普及していった。

これに対して、初め諸大名は検見の強化や検地の実施などの年貢増徴、大都市の商人などからの借金や倹約令による財政支出の引締めや新田開発・鉱山開発、藩内商人などからの御用金徴収などによる財政収入の増強、更には「半知借上」などと言った家臣に与える俸禄の事実上の削減などといった対策で一時的に賄おうとしてきた。
だが、こうした政策は一時凌ぎ以上のものではなく、却って家中・領内に不満を鬱積させ、人心の荒廃を促進させて、藩政の危機を深刻化させる一方であった。
そこで、藩内の行財政や経済機構に抜本的改革を加えて財政の安定化を図るための改革の必要性が唱えられるようになった。だが、それは同時に「祖法重視」という幕藩体制の基本理念を否定するものであり、一歩間違えれば藩政そのものの崩壊に繋がりかねない危険性も孕んでいた。
以下の藩はその中でも改革に成功したとされている諸藩のケースの概要である（実際には失敗した藩の数の方が多い事は言うまでもない）。

## 江戸時代中期の藩政改革

### 久保田藩
1785年に佐竹義和が藩主となり、藩校（のちの「明徳館」）を設立し、防砂林の造成・保全、林政改革の実施、商品作物・春慶塗・川連漆器・白岩焼などの工芸品の生産奨励、耕作援助など産業開発に力を入れた。また、蔵入地、家臣知行地の農政を統括させる藩内の各郡に郡奉行を設置した。「久保田藩における寛政の改革」と呼ばれる。

### 米沢藩
1767年に上杉治憲(鷹山)が藩主となった米沢藩は、倹約や産業開発など藩財政の建て直しを行う。藩主在職中は奉行筆頭竹俣当綱を中心として施行するが失敗し、隠居後の藩政後見中に中老（後に奉行）莅戸善政を中心とした改革が成功する。

### 松代藩
1752年に真田幸弘が松代藩藩主となると、家老の恩田民親（木工）らに藩政の刷新を命じた。木工は自ら率先して倹約を実行して、私利を貪らない姿勢を明らかにするとともに、領民には年貢の税率を常識とは反対に引き下げ、分割納入を認める代わりに完納を求めた。また、藩行政の効率化を進めて領民を苦しめる不正な役人や無能な役人を更迭した。木工の急死もあって財政改革は進まなかったと言われるものの、役人の意識改革と領民の藩政への信頼を取り戻す事に成功し、安定した財政基盤の確立と農村の荒廃を阻止して立て直しの方向に向かわせた。
だが、その後再度財政は悪化したため、幕府老中として天保の改革にも参与した藩主真田幸貫は、藩政改革を行うにあたり恩田貫実（頼母、木工民親の曾孫）を重用した。改革はある程度は成功したものの藩財政の回復には至らず却って奢侈の風潮を招いたと指弾されて、1851年保守派の真田貫通（志摩、号・桜山）が藩政を行った。だが、次の真田幸教の代に入ると後継者問題も絡んで大規模な内紛（1853年となり、志摩が失脚して頼母復帰、1862年頼母病死して志摩復帰）に至り、1866年には幸教は隠居してしまった。ちなみに頼母派のブレーンには藩士の蘭学者佐久間象山がいた。松代藩は明治維新の際にはいち早く尊王の立場を明確する。

### 姫路藩

姫路城内、酒井家歴代を祀る姫路神社内に設けられた寸翁神社

酒井忠以・忠道・忠実・忠学の四代50年余りにわたって仕えた家老河合道臣（寸翁）が主導。
1790年（寛政2年）には藩主忠以の急死と反対派の巻き返しによって一度は失脚したものの、1808年（文化5年）に忠道より諸方勝手向に任じられて再度改革を開始。義倉の一種・固寧倉を藩内各地に建設して低利貸付と飢饉対策に充てて領民の生活を安定させ、商品作物の栽培や新田・塩田開発や商業振興を奨励した。また特産品の木綿を大坂商人を介さずに江戸で直接専売し藩札の一種「木綿切手」で決済する制度を構築、他にも皮革や石材を江戸で専売して利益を上げ、73万両もの借金を完済することに成功している。他にも藩校と別に私塾・仁寿山黌で次世代の人材育成を図っている。

### 熊本藩
熊本藩藩主細川重賢が堀勝名を登用して断行。

### 庄内藩
安永4年（1775年）、藩主・酒井忠徳の命をもって本間光丘が藩の財政改革に携わることになった。光丘は大いに奔走し、妬む者もあったため一度は辞したが、藩主の命により再びこれにあたり、功績は大いに上がった。

## 天保の藩政改革

### 水戸藩
藩主徳川斉昭が先導し実行する。早い時期から改革が行われ、幕政改革にも影響を与えた。特産物の専売制、領内の農地の検地を行い農村復興を図り、藩財政の建て直しを目指す一方で、藩校弘道館の設立、藤田東湖などの登用を行い、積極的な人材育成を行った。財政的には成功したとは言いがたいものの、これにより水戸学が飛躍的に広がることになり、幕末の思想に影響を及ぼした。
他に徳川斉昭は黒船からの攻撃に備えて水戸藩内に那珂湊反射炉の築造と操業を藩士たちに命じ、西洋式の大砲を製造してオランダ式の西洋の兵学の導入と軍事訓練を行った。

### 長州藩
藩主である毛利敬親に抜擢された村田清風が中心になり実行する。藩による専売制を緩和し、その代わりに商人たちに運上銀を課し、藩に収めさせた。また、白石正一郎や中野半左衛門らに下関を通る諸国の貨物に対し、資金を貸し与える越荷方と呼ばれる藩による金融業を始めさせ、多大な利益を上げた。その他、他の藩と同様に下級藩士の積極的登用や、軍備の増強・近代化も実施している。

### 薩摩藩
家老調所広郷がトップになり実行する。藩が豪商から借り受けた借入金500万両を250年という長期間での返還という強硬策を実施し、事実上、藩の負債を帳消しにした。また、奄美群島で採れる砂糖を専売にし、琉球との貿易を積極的に行い、財政再建を行った。そのうち10年は幕府の許可を取らずに密貿易を行った。何人かの商人や指導者は処罰を受けたものの、幕府が衰えるきっかけとなった。

### 肥前藩
肥前藩藩主鍋島直正が実行する。陶磁器・石炭の専売化、均田制の採用による本百姓体制の再建を実施した。また日本初の反射炉・大砲製造所の設立による軍備の増強・近代化を実施した。

### 津藩
津藩では朱子学者斎藤拙堂が中心になり実行する。藩校有造館を設立し、アヘン戦争後には海外事情についても研究を重ね、彼自身は一貫した朱子学者であったが、西洋の文物でも優れているものはそれを認めて、和漢洋の折衷によってより良いものにしていくこと（和洋折衷）を唱えた。有造館に洋学所を設置して藩医達とともに種痘を行い、洋式軍制を取り入れるなどの改革を行った。

## 幕末の藩政改革

### 備中松山藩
備中松山藩では農民出身の陽明学者山田方谷を執政に迎えて改革を主導させた。方谷は破綻寸前の藩財政の実情を明らかにするとともに、紙屑同然の藩札の回収を行い専売制を導入した。ただし、方谷は藩財政の再建よりも領民に特産品を生かした産業を興させて豊かにしていく事を優先課題として力を注いだ。その結果、産業の振興とともに領民の生活は改善されて藩に納められる税収が安定するようになり、藩財政も急速に改善された。また、農兵制を導入して近代的な兵制を採り入れた。